# گلنهام (داکوتای جنوبی)
گلنهام(به انگلیسی: Glenham) شهری در ایالت داکوتای جنوبی کشور ایالات متحده آمریکا است که جمعیت آن در سرشماری سال ۲۰۱۰ میلادی، ۱۰۵ نفر بوده‌است.